# Bisciola
La bisciòla, anche chiamata Pan di fich o Panettone valtellinese, è il dolce tipico della Valtellina.
La bisciola è una pagnottella arricchita con frutta secca, burro, uova e in alcune ricette anche miele. Ha un contenuto calorico elevato e durante le feste prende spesso il posto occupato in altre zone dal panettone.
Dal 7 giugno del 2013 la Bisciola è tutelata dal Marchio Collettivo Geografico (MCG).
Esiste una versione più povera ed economica della besciola, i Basin de Sundri.